# Coccobius subflavus
Coccobius subflavus är en stekelart som först beskrevs av Annecke och Insley 1970.  Coccobius subflavus ingår i släktet Coccobius och familjen växtlussteklar. Inga underarter finns listade i Catalogue of Life.